# Am Merschgraben
Das Naturschutzgebiet Am Merschgraben ist ein Gebiet mit einer Größe von 34,23 ha in Rheda-Wiedenbrück im Kreis Gütersloh. Es wird mit der Nummer GT-021 geführt.
Es wurde 1986 zur Erhaltung von Lebensgemeinschaften und -stätten wildlebender Pflanzen und Tierarten und wegen der Seltenheit, Eigenart und Schönheit des Gebiets ausgewiesen.